# 医学诊断证明
医学诊断证明是医生或其他具有看病資質的醫療衛生提供者開具的书面声明，內容是患者就醫後的理學檢查结果。它可以作为員工和學生請病假的证据 。